# Apanteles zizaniae
Apanteles zizaniae är en stekelart som beskrevs av Muesebeck 1957. Apanteles zizaniae ingår i släktet Apanteles och familjen bracksteklar. Inga underarter finns listade i Catalogue of Life.